# 半角二次元板
半角二次元板とは、かつてPINKちゃんねるに設置されていた掲示板のカテゴリーの1つ。主な略称は、虹板（にじいた）、角煮（かくに）。

## 概要
成人向けのものも含めた（実写ではなく）イラスト等に関する情報交換をする場であり、そのため頻繁にアップローダーのURL（即ち半角文字列）が記載されている。主に、「既存のイラスト」に関するものを扱っているスレッドが多いが、一部には特定の題に沿ったオリジナルキャラをテーマとしたもの（ビスケたんやコンビーフたん、兵器擬人化、山村貞子の萌えキャラ化など様々）がある。
前述したとおり、画像のアップロードとそのURLの掲示が頻繁に行われているため、利用者も多くスレッドの1日ごとの平均的な書き込み数も多い。

## 歴史
- 2007年12月26日 - 埋め立てスクリプトによる荒らし活動でスレッドの大半がdat落ち
- 2008年1月31日 - sakura03→yomiへサーバ移転
- 2011年11月16日 - 忍法帖vipタイプ導入
- 2020年11月4日 - 閉鎖[1]

## ローカルルール
概ねPINKちゃんねるの一般的なルールを具体化するための補足であるが、それに加えて「難民スレッド」「質問スレッド」「（画像情報の）詳細スレッド」「擬人化総合スレッド」への誘導と、スレッドタイトルについて当て字や半角カナの使用、内容の判りづらいものは避けるよう促す注意がある。